# Oksa (Powiat Jędrzejowski)
Oksa (früher Oksza) ist eine ehemalige Stadt, jetzt ein Dorf im Powiat Jędrzejowski der Woiwodschaft Heiligkreuz in Polen. Es ist Sitz der gleichnamigen Landgemeinde mit um 4600 Einwohnern und hat selbst um 760 Einwohner.

## Geschichte

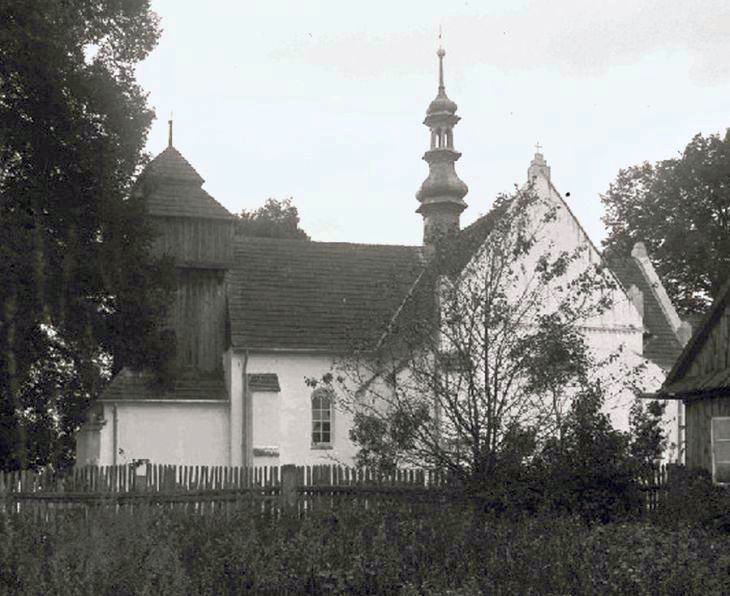
Die ehemalige reformierte Kirche im Jahr 1914

Die Stadt wurde von Mikołaj Rej, dem "Vater der polnischen Literatur", im Jahr 1554 gegründet und nach seinem Wappen Oksza (zunächst Oxa geschrieben) benannt. Mikołaj Rej stiftete in der Stadt eine reformierte Kirche und wurde am wahrscheinlichsten daneben nach seinem Tod begraben. Oksza wurde zu dieser Zeit zu einem Zentrum des polnischen Calvinismus und in den Jahren 1596 bis 1695 fanden dort zahlreiche Synoden der Kalvinisten statt.
Die Gegenreformation in der Stadt begann im Jahr 1679. Oksza verlor an Bedeutung und entwickelte sich nicht weiter. 1827 gab es 51 Häuser mit 380 Einwohnern. 1867 verlor der Ort das Stadtrecht.